# Raid de Morgan
Batailles
Raid de Morgan
- Tebbs Bend
- Lebanon
- Bardstown
- Brandenburg
- Corydon
- Buffington Island
- Old Washington
- Salineville

Le raid de Morgan est une incursion de la cavalerie confédérée dans les États nordistes de l'Indiana et de l'Ohio, qui se déroula du 11 juin au 26 juillet 1863, sur le théâtre occidental de la guerre de Sécession. Ce raid porte le nom de l'officier qui le commanda, le brigadier-général confédéré John Hunt Morgan.
Pendant quarante-six jours, parcourant 1 600 km, Morgan et ses troupes traversèrent une région allant du Tennessee jusqu'au nord de l'Ohio. Sans qu'il y ait de relation stratégique avec les autres opérations militaires en cours, le raid coïncidait avec la campagne de Vicksburg et la campagne de Gettysburg. Dans les faits, le raid fut une opération de diversion particulièrement efficace, obligeant le commandement de l'Union à déployer quelques milliers d'hommes contre les troupes de Morgan. De plus, le raid sema la terreur parmi les populations de plusieurs États du Nord. Empêché à plusieurs reprises de revenir sur ses pas par les forces fédérales mobilisées à la hâte et par les milices des États concernés, Morgan se rendit finalement, avec ce qui restait de ses unités, dans le nord-est de l'Ohio. Emprisonné, il s'échappa avec quelques-uns de ses officiers et regagna le Sud, où il fut tué, un an plus tard, par un cavalier de l'Union lors d'une tentative de fuite.
Cette expédition audacieuse derrière les lignes ennemies, célébrée par la presse, passa dans la mémoire de nombreux Sudistes comme « le grand raid de 1863 ». Avec Vicksburg et Gettysburg, le raid de Morgan appartient à la série de défaites subies par la Confédération à l'été 1863. Les journaux du Nord ironisèrent sur le « Calico Raid », en référence à la propension des cavaliers de Morgan à piller les boutiques (de tissu, notamment) qu'ils rencontraient sur leur route.

## Tennessee et Kentucky

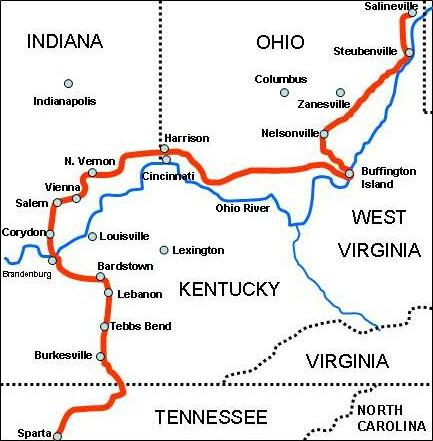
Itinéraire suivi par Morgan et sa cavalerie pendant le raid.

Le général Morgan, accompagné de 2 460 cavaliers confédérés soigneusement sélectionnés et de quatre pièces d'artillerie partit de Sparta, le 1er juin 1863, avec l'intention de détourner l'attention des Nordistes de l'armée de l'Ohio et soulever les sympathisants de la cause confédérée présents dans les États du Nord. Le général Braxton Bragg, qui commandait les forces rebelles dans la région, souhaitait que les cavaliers de Morgan fassent diversion en pénétrant au Kentucky. De son côté, Morgan avait confié à ses officiers qu'ils rêvait depuis longtemps d'envahir l'Indiana et l'Ohio pour porter dans le Nord la terreur de la guerre. Bragg lui avait donné carte blanche pour un raid à travers le Tennessee et le Kentucky, mais lui avait ordonné de ne franchir le cours de l'Ohio sous aucun prétexte. Le 23 juin, quand les Fédéraux de l'armée du Cumberland entamèrent leurs opérations contre l'armée confédérée du Tennessee commandée par le général Bragg (campagne de Tullahoma), Morgan décida que le moment était venu pour lui de faire mouvement au nord, vers le Kentucky.
Le 2 juillet, dans le but de détruire les lignes de communications de l'Union, Morgan passa la frontière et entra au Kentucky, où les citoyens admiratifs accueillirent à bras ouverts ses cavaliers. Traversant la rivière Cumberland, grossie par les pluies, à hauteur de Burkesville (Kentucky), la division de Morgan s'avança jusque sur les rives de la Green River, mais il dut infléchir sa course après avoir affronté la moitié d'un régiment fédéral (le 25th Michigan Infantry) à la bataille de Tebbs Bend le 4 juillet. Morgan prit par surprise et captura la garnison de Lebanon. Il prit au piège 400 soldats du 20th Kentucky, enfermés dans le dépôt de chemin de fer, mais le bâtiment leur offrait une solide protection. Après un combat acharné de plus de six heures, au cours duquel Thomas, le frère cadet de Morgan, avait été tué, les Fédéraux furent finalement capturés, pour être ensuite libérés sur parole.
Endeuillé par la mort de son jeune frère, Morgan poursuivit vers le nord en direction de Louisville, traversant Springfield, Bardstown, et Garnettsville. Sur leur route, les Confédérés furent accrochés à plusieurs reprises par les Fédéraux et par des unités de la milice d'État du Kentucky. Arrivé au sud de Louisville, il fit obliquer son effectif vers le nord-ouest et se dirigea vers les rives de l'Ohio. Arrivé à Springfield, Morgan envoya un détachement vers Louisville, afin de tromper les Nordistes quant à sa destination réelle. Le détachement franchit l'Ohio à la hauteur de Twelve Mile Island, mais fut fait prisonnier à New Pekin (Indiana), avant d'avoir pu rejoindre Morgan. Toujours dans le but de semer le trouble, Morgan demanda à George « Lightning » Ellsworth (l'Éclair), son télégraphiste, de se brancher sur les lignes et, se faisant passer pour un opérateur nordiste, d'envoyer des messages donnant des directions différentes et des rapports erronés concernant la taille du contingent de Morgan (faisant état de forces allant jusqu'à 7 000 hommes). Ellsworth s'y employa tout au long de l'expédition, particulièrement pendant son passage dans l'Indiana.

## Indiana
Au mois de juin, Morgan avait envoyé Thomas Hines, un de ses espions, ainsi qu'un groupe de vingt-cinq Confédérés se faisant passer pour une patrouille nordiste, en mission secrète sur le territoire de l'Indiana, afin de sonder les Copperheads sur leurs intentions en cas d'invasion sudiste. Après avoir pris attache avec le leader local des Copperhead, Hines comprit qu'aucun soutien n'était à attendre. Ses éclaireurs et lui-même furent d'ailleurs rapidement démasqués et, à l'occasion d'une escarmouche du côté de Leavenworth (Indiana), il dût abandonner ses compagnons pour se mettre en sûreté en retraversant l'Ohio à la nage sous le feu de ses ennemis. Il erra ensuite pendant une semaine au Kentucky pour retrouver la trace de Morgan.
Le 8 juillet, suivi par un effectif désormais réduit à 1 800 hommes, Morgan arriva Brandenburg (Kentucky), une petite cité bâtie sur le cours de l'Ohio, où Hines les rejoignit. Les rebelles décidèrent de s'emparer de deux bateaux à vapeur, le John B. McCombs et la Alice Dean. Morgan, en dépit des ordres formels de Bragg, fit transporter ses hommes sur l'autre rive, sur le territoire de l'Indiana, et toucha terre à l'est de Mauckport. Un petit détachement de la milice locale s'opposa à la traversée en utilisant une pièce d'artillerie, ainsi qu'un bateau muni d'un canon de six livres qui croisait sur la rivière. Morgan dispersa ses agresseurs et en captura un bon nombre, avec leur unique canon. Il incendia la Alice Dean et coupa les amarres du John B. McCombs, puis s'éloigna de la rivière.
Le gouverneur de l'Indiana, Oliver P. Morton tentait frénétiquement d'organiser la défense de son État, appelant tous les hommes valides en âge de prendre les armes à se mobiliser et à former des milices. Des milliers d'habitants répondirent à son appel et se formèrent en compagnies et en régiments. Le colonel Lewis Jordan prit le commandement des 450 membres de la Home Guard de Harrison County (6th Regiment, Indiana Legion), composée de civils mal entraînés et équipés d'armes disparates. Son objectif était de retarder Morgan suffisamment longtemps pour permettre aux renforts de l'Union d'arriver sur place.
Le major-général Ambrose Burnside, qui commandait le Département militaire de l'Ohio basé à Cincinnati, organisa rapidement les troupes fédérales présentes sur place, ainsi que la milice locale pour couper une éventuelle retraite de Morgan vers le Sud. Morgan se dirigea vers le nord en empruntant la route de Mauckport, en compagnie d'un autre de ses frères, le colonel Richard Morgan, qui conduisait l'avant-garde. Le 9 juillet, à un kilomètre et demi au sud de Corydon, siège du comté de Harrison, son avant-garde vint buter sur les miliciens de Jordan, rangés en ligne derrière une barricade improvisée avec des troncs d'arbres. Le colonel et ses Confédérés attaquèrent et, en moins d'une heure, ils prirent en tenaille leurs adversaires et les mirent en déroute. Le nombre de victimes de la bataille de Corydon varie selon les sources, mais il semble que quatre miliciens furent tués, dix à douze blessés et 355 capturés. Les Confédérés déploraient onze morts et quarante blessés. Parmi les victimes nordistes figurait un civil, le gardien de barrière de péage contrôlant la route, tué à son poste de travail. Les rebelles tuèrent également le révérend Peter Glenn, un pasteur luthérien, sur ses terres situées à six kilomètres environ du champ de bataille, et volèrent des chevaux à plusieurs autres fermiers.
Le général Morgan fit entrer sa division dans Corydon, où il libéra sur parole ses prisonniers et rançonna la ville pour en obtenir des espèces et du ravitaillement. Ses soldats incendièrent alors le pont et le dépôt de chemin de fer, puis se branchèrent sur les fils télégraphiques. Après avoir passé la nuit à Lexington, ils se dirigèrent vers le nord-est, terrorisant les localités qui se trouvaient sur leur route : Vernon, Dupont, New Pekin, Salem, et Versailles.
À Versailles, les soldats transformés en pillards envahirent la loge maçonnique locale et y dérobèrent des bijoux d'argent. Morgan, qui appartenait lui-même à la maçonnerie, ordonna à ses hommes de restituer leur butin et les sanctionna.
Le 11 juillet, alors qu'il traversait la Blue River à proximité de New Pekin, le capitaine confédéré William J. Davis et ses hommes furent capturés par 73rd Regiment Indiana Infantry et un détachement du 5th U.S. Regulars. Ils furent conduits à New Albany et emprisonnés.
Le 12 juillet, Morgan arriva à Dupont (Indiana), où ses hommes incendièrent l'entrepôt de la ville et s'emparèrent de 2 000 jambons fumés. Quittant la ville le jour suivant, ils s'aperçurent vite que leur butin attirait une quantité de mouches et ils s'en délestèrent en laissant derrière eux un sillage de jambons que les Fédéraux lancés à leur poursuite pouvaient suivre à la trace.
Morgan se dirigea alors vers Salem, dont il s'empara, plaçant ses hommes sur les toits et dans les rues. Ses cavaliers incendièrent un grand dépôt ferroviaire, les locomotives et les wagons ainsi que les deux ponts de chemin de fer à chaque extrémité de la ville. Ils exigèrent de percevoir des taxes sur le blé et la farine des environs. Après avoir pillé les boutiques et dérobé quelque 500 $, ils partirent dans l'après-midi. Morgan passa finalement la frontière à Harrison, et quitta l'Indiana, talonné par la cavalerie fédérale.

## Ohio et Virginie-Occidentale

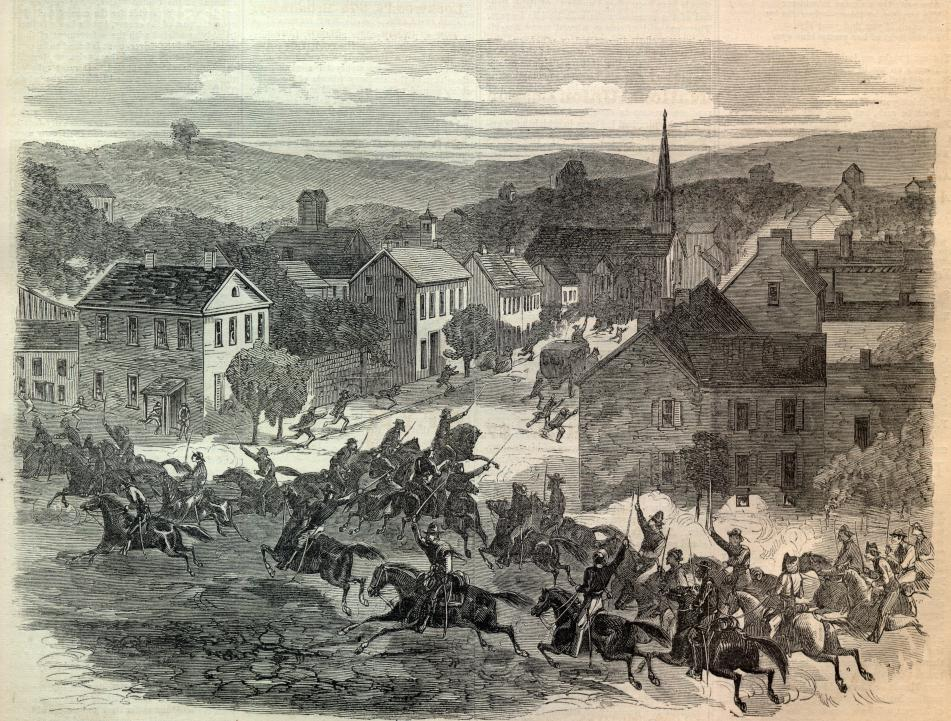
Les hommes de Morgan pénètrent dans Washington (Ohio).

Le 13 juillet, les Confédérés pénétrèrent sur le territoire de l'Ohio. Ils y détruisirent des ponts, des lignes de chemin de fer et les dépôts du gouvernement. Leur raid sema la terreur dans le sud et le centre de l'Ohio, où les rumeurs les plus folles circulaient quant à sa destination. Harper's Weekly, un journal nordiste influent, écrivait :
« 

Le raid du rebelle Morgan en Indiana, qu'il semble accomplir avec une grande audace, a fait brutalement sentir aux habitants de cet État et à ceux de l'Ohio le sentiment du danger. Le 13, le général Burnside a instauré la loi martiale à Cincinnati, ainsi qu'à Covington et à Newport du côté du Kentucky. Toutes les affaires sont suspendues jusqu'à nouvel ordre, et tous les citoyens doivent s'organiser en fonction des directives de l'État et de leurs autorités municipales. On ne sait rien des mouvements de Morgan, mais on suppose qu'il va tenter de contourner la ville de Cincinnati pour franchir la rivière entre Cincinnati et Maryville. La milice se rassemble, comme le lui a ordonné le gouverneur Tod.

— Harper's Weekly, 25 juillet 1863.

 »
Évitant les troupes de Burnside qui protégeaient l'accès à Cincinnati par le sud, Morgan emprunta un itinéraire qui lui fit traverser Harrison, New Baltimore, Colerain, Springdale, Glendale et Sharonville. Morgan et ses hommes furent confrontés à une résistance acharnée lorsqu'ils tentèrent de s'emparer de Camp Dennison, et furent contraints de battre en retraite pour rejoindre une colonne qui s'était séparée de leur effectif à Montgomery. Ils contournèrent ensuite Camp Dennison en passant par Wards Corner. Morgan poursuivit vers l'est en direction des rives de l'Ohio, pour atteindre un gué situé au nord de Ravenswood, en Virginie, qui lui permettrait de rejoindre cet État. Mais des unités fédérales commandées par Edward H. Hobson et Henry M. Judah ainsi que des canonnières se mirent rapidement en route pour empêcher la traversée. Burnside expédia également un régiment de la milice depuis Marietta, pour tenir le gué jusqu'à l'arrivée des forces fédérales. Morgan arriva dans la soirée du 18 juillet, mais, comme la nuit tombait, il décida (à tort) de ne pas s'attaquer à la milice. Au matin, la cavalerie et les canonnières étaient arrivées, barrant la route de Morgan. La bataille de Buffington Island (Virginie-Occidentale), qui s'ensuivit fut une victoire pour l'Union qui fit 750 prisonniers, dont le frère de Morgan, Richard, et un célèbre cavalier rebelle, le colonel Basil W. Duke. Morgan et ce qui lui restait de troupes obliquèrent vers le nord-est et l'Ohio. Ils tentèrent à nouveau de traverser, 20 km en amont, en face de Belleville (Virginie-Occidentale) et échouèrent à nouveau, perdant quelques hommes qui se noyèrent dans les tourbillons pendant que la cavalerie et les canonnières les pressaient de près.
Le colonel confédéré Adam « Stovepipe » Johnson parvint, avec 300 de ses hommes, à gagner la Virginie et à s'y mettre en sûreté, mais Morgan décida pour sa part de rester sur la rive de l'Ohio avec ce qui lui restait d'effectifs. Il fut bousculé lors de nouvelles escarmouches à Gallia County, Coal Hill et Hockingport, y perdant à nouveau des hommes.

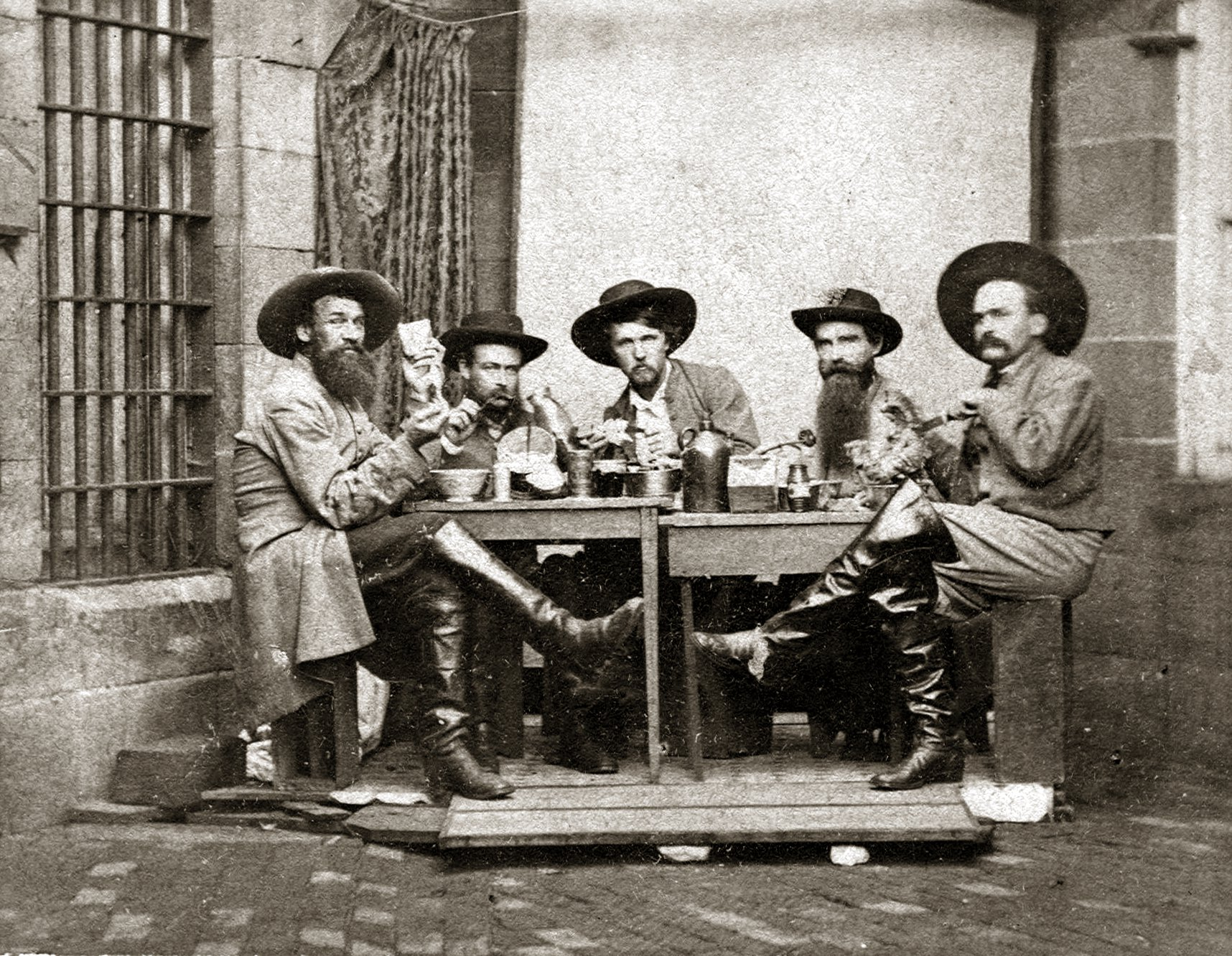
Cavaliers de Morgan photographiés après leur capture.

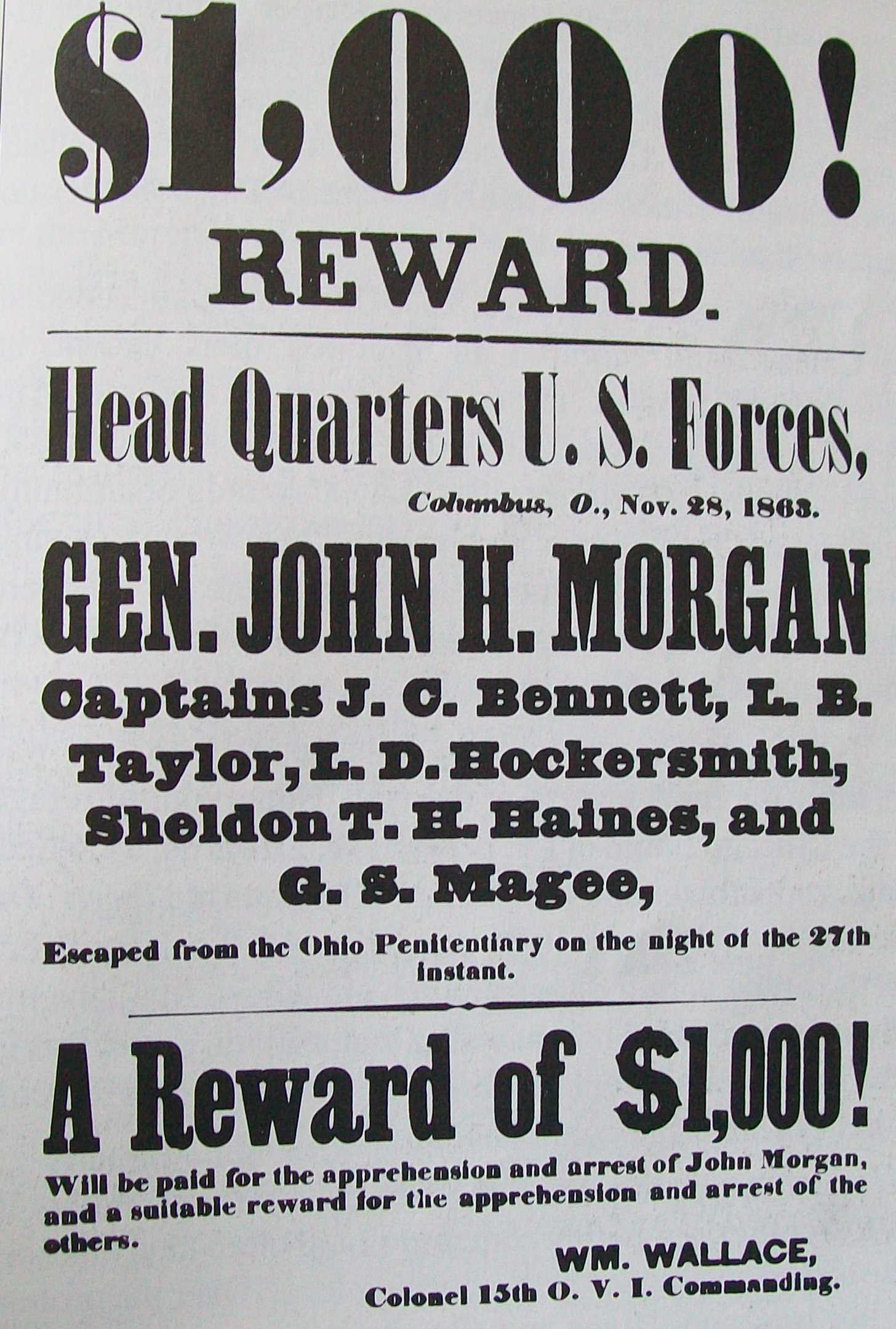
Affiche offrant une récompense pour la capture de Morgan après son évasion.

Comme il s'éloignait de la rivière avec les 400 soldats qui lui restaient, il fit une halte à Nelsonville, un village sur le Hocking Canal. Ses hommes incendièrent une dizaine de barges et mirent le feu au pont couvert pour ralentir leurs poursuivants. Dès qu'ils eurent quitté le village, les habitants se précipitèrent pour éteindre le brasier et purent sauver le pont de la destruction. Deux heures plus tard, la cavalerie de l'Union arrivait, ravie de constater que la population lui avait préparé un festin.
Le 22 juillet, Morgan et ses hommes, ayant pu se reposer sur le domaine d'un dénommé Weaver, à proximité de Triadelphia, le prirent en otage et se firent indiquer un gué sur la Muskingum, d'où ils purent passer à Eaglesport, au sud de Zanesville, avant d'obliquer vers le nord en direction du comté de Guernsey. Morgan espérait toujours pouvoir franchir le cours de l'Ohio et se retirer en sécurité en Virginie-Occidentale. Dans le village de Old Washington, épuisés, ses hommes durent batailler dans les rues avant de repartir en hâte, poursuivis par les cavaliers du brigadier-général James M. Shackelford. Le 26 juillet, les Nordistes les battirent à Salineville et capturèrent finalement Morgan, dans l'après-midi, à proximité de West Point dans le comté de Columbiana. Le prisonniers fut détenu à Wellsville (Ohio), puis transféré, non pas dans un camp de prisonniers, mais au pénitencier de l'Ohio (en) situé à Columbus sur la foi de témoignages qui indiquaient que des prisonniers nordistes avaient reçu le même traitement. La plupart des hommes de Morgan furent, quant à eux, envoyés au camp de prisonniers de Camp Douglas à Chicago.
Morgan et six de ses officiers organisèrent une évasion spectaculaire le 27 novembre en empruntant un tunnel qu'ils avaient creusé depuis leur cellule jusqu'à la cour du pénitencier, puis en escaladant le mur d'enceinte. Seuls deux d'entre eux furent repris et les autres regagnèrent le Sud. Morgan fut tué, moins d'un an plus tard, au Tennessee, par un cavalier de l'Union, après avoir refusé de s'arrêter alors qu'il tentait de s'enfuir.

## Impact
Pendant son raid, Morgan et ses hommes capturèrent (et libérèrent sur parole) 6 000 soldats de l'Union et miliciens, détruisirent trente-quatre ponts, sabotèrent des voies ferrées à plus de soixante reprises et détournèrent des dizaines de milliers de soldats nordistes de leurs tâches du moment. Ils semèrent la terreur sur leur passage, saisirent, dans les commerces, les dépôts et les fermes des milliers de dollars de ravitaillement et de fournitures. La coïncidence entre les dates du raid avec celles de John D. Imboden sur Pittsburgh et de la campagne de Gettysburg, fit penser qu'il s'agissait d'un effort coordonné destiné à perturber le commerce sur l'Ohio et à déplacer la guerre vers le nord. Personne ne comprit que Morgan agissait en violation délibérée des ordres qu'il avait reçus et n'avait aucun lien avec les mouvements planifiés par Robert E. Lee en Pennsylvanie.
Dans l'Ohio, les raidres de Morgan volèrent 2 500 chevaux et pillèrent 4 375 commerces et domiciles. Le raid coûta aux contribuables de l'État près de 600 000 $ de dommages et plus de 200 000 $ de soldes à verser aux 49 357 citoyens réquisitionnés pour former les 587 compagnies de la milice locale.
Selon les soldats de Morgan, en dépit de leurs défaites et de leurs pertes, le raid avait accompli ses objectifs. Le colonel Basil Duke écrivit plus tard : « Les objectifs du raid étaient atteints : Bragg put se retirer sans que ses flancs soient jamais attaqués par l'ennemi et je pense que les militaires qui regarderont les faits concluront que cette expédition a retardé de plusieurs semaines la prise du Tennessee occidental et évité que des renforts ne parviennent à Rosecrans en temps utile pour le soutenir lors de la bataille de Chickamauga. »